# Johann Christian Gottlieb Ackermann
Pour les articles homonymes, voir Ackermann.
Johann Christian Gottlieb Ackermann est un médecin allemand. Né à Zeulenrode le 17 février 1756, il est mort à Altdorf bei Nürnberg le 9 mars 1801.

## Biographie
Élève d'Ernst Gottfried Baldinger à Iena, puis de Richter, Weisbey et Christian Gottlob Heyne à Göttingen, il enseigne quelque temps à université de Halle avant de retourner pratiquer la médecine dans sa ville d'origine. Nommé plus tard professeur de Chimie à l'université d'Altdorf (1786), il y enseigne la médecine jusqu'à sa mort de tuberculose à l'âge de 45 ans.

## Œuvres
On lui doit de nombreuses traductions, entre autres des ouvrages de Tissot et de Romazzini, et des commentaires sur des auteurs anciens. Il collabora à l'édition de la Bibliotheca graeca de Fabricius (1790-1796). Ses biographies d'Hippocrate, Galien et de Rufus furent très considérées en son temps.